# Paraliparis cerasinus
Paraliparis cerasinus är en fiskart som beskrevs av Andriashev, 1986. Paraliparis cerasinus ingår i släktet Paraliparis och familjen Liparidae. Inga underarter finns listade i Catalogue of Life.